# Électrométéore

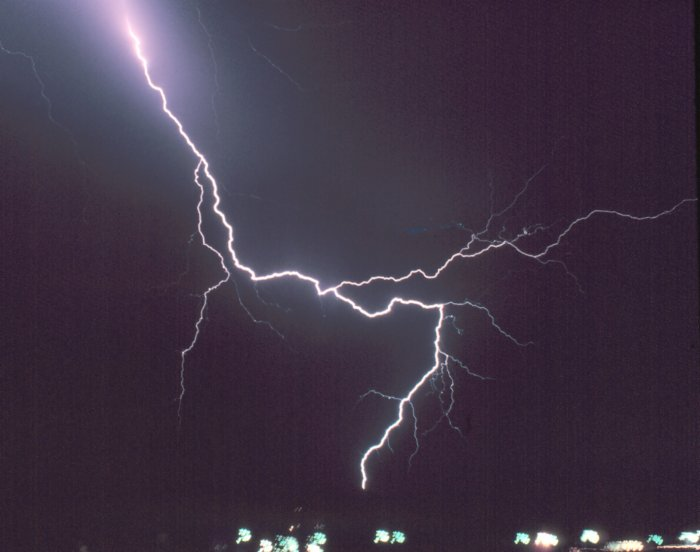
Éclair au-dessus d'une ville.

On appelle électrométéore tout phénomène, audible ou visible, lié à des décharges électriques dans l'atmosphère. On distingue généralement, :
- les éclairs, le tonnerre et la foudre des orages ;
- les feux de Saint-Elme ;
- l'aurore polaire.

En outre, les mécanismes électriques avancés pour expliquer les lumières de séisme, s'ils sont confirmés, pourraient les classer parmi les électrométéores.